# Tullstorp, Malmö kommun
Tullstorp är en före detta tätort (237 invånare år 2000) i Malmö kommun, sedan 2005 ingående i tätorten Malmö. Området ligger i Södra Sallerups socken. År 1990 räknade Statistiska centralbyrån orten som småort med namnet Tullstorp + Sallerup + Sunnanå.
Tullstorp ligger vid Yttre Ringvägen i delområdet Fortuna Hemgården i östra Malmö. Sedan färdigställandet av Yttre Ringvägen, och i takt med att Toftanäs byggts ut, har området alltmer kommit att bli en del av Malmö. Planer finns på ett omfattande småhusbyggande i området de närmaste tjugo åren.

## Befolkningsutveckling
| Befolkningsutvecklingen i Tullstorp 1990–2000   | Befolkningsutvecklingen i Tullstorp 1990–2000 | Befolkningsutvecklingen i Tullstorp 1990–2000 | Befolkningsutvecklingen i Tullstorp 1990–2000 | Befolkningsutvecklingen i Tullstorp 1990–2000 |
| ----------------------------------------------- | --------------------------------------------- | --------------------------------------------- | --------------------------------------------- | --------------------------------------------- |
|                                                 |                                               |                                               |                                               |                                               |
| År                                              |                                               |                                               | Folkmängd                                     |                                               |
| 1990                                            | 1990                                          |                                               | 198                                           | #                                             |
| 1995                                            | 1995                                          |                                               | 213                                           |                                               |
| 2000                                            | 2000                                          |                                               | 237                                           |                                               |
| Anm.: Sammanvuxet med Malmö 2005. # Som småort. |                                               |                                               |                                               |                                               |